# Léo Jabá
 Leonardo Rodrigues Lima (sinh ngày 2 tháng 8 năm 1998), hay Léo Jabá, là một cầu thủ bóng đá người Brasil thi đấu ở vị trí tiền vệ tấn công hay tiền vệ chạy cánh trái cho Akhmat Grozny.

## Sự nghiệp câu lạc bộ

### Sự nghiệp ban đầu
Jabá gia nhập Corinthians lúc anh 11 tuổi ở Corinthians, sau khoảng thời gian ngắn ở São Paulo. Anh là một phần của đội tuyển Copa São Paulo de Futebol Júnior 2016 và U20 Campeonato Brasileiro 2016 và đều giành vị trí á quân ở cả hai giải đấu.

### Corinthians
Jabá có màn ra mắt không chính thức trong trận giao hữu vào ngày 22 tháng 7 năm 2015, khi vào sân ở hiệp hai trong chiến thắng  1–0 của Corinthians trước ABC tại Natal.
Anh ra mắt chính thức với tư cách dự bị trong hiệp hai của chiến thắng 1–0 trước Internacional ngày 21 tháng 11.

### Thống kê sự nghiệp
Tính đến 13 tháng 5 năm 2018
| Câu lạc bộ          | Mùa giải            | Giải vô địch                | Giải vô địch | Giải vô địch | Cúp     | Cúp       | Châu lục | Châu lục  | Khác    | Khác      | Tổng cộng | Tổng cộng |
| Câu lạc bộ          | Mùa giải            | Hạng đấu                    | Số trận      | Bàn thắng    | Số trận | Bàn thắng | Số trận  | Bàn thắng | Số trận | Bàn thắng | Số trận   | Bàn thắng |
| ------------------- | ------------------- | --------------------------- | ------------ | ------------ | ------- | --------- | -------- | --------- | ------- | --------- | --------- | --------- |
| Corinthians         | 2016                | Série A                     | 2            | 0            | 0       | 0         | 0        | 0         | 0       | 0         | 2         | 0         |
| Corinthians         | 2017                | Série A                     | 1            | 0            | 0       | 0         | 0        | 0         | 13      | 1         | 14        | 1         |
| Corinthians         | Tổng cộng           | Tổng cộng                   | 3            | 0            | 0       | 0         | 0        | 0         | 13      | 1         | 16        | 1         |
| Akhmat Grozny       | 2017–18             | Giải bóng đá ngoại hạng Nga | 24           | 3            | 1       | 0         | –        | –         | –       | –         | 25        | 3         |
| Tổng cộng sự nghiệp | Tổng cộng sự nghiệp | Tổng cộng sự nghiệp         | 27           | 3            | 1       | 0         | 0        | 0         | 13      | 1         | 41        | 4         |